# 串間本城中継局
串間本城中継局（くしまほんじょうちゅうけいきょく）は宮崎県串間市の高尾城山（たかおじょうやま）にあるテレビ放送の中継局。鰐塚山の親局からの電波を中継し、串間市の本城地区を主な対象として電波を送出している。

## 年表
- 2005年11月 - アナログ周波数変更対策（通称：アナアナ変換）によりNHK総合テレビが45チャンネルから54チャンネル、教育テレビが49チャンネルから52チャンネルにそれぞれ変更される。変更前のチャンネルはいずれも鹿児島県の放送局（鹿児島讀賣テレビ）がデジタル放送で志布志中継局（45チャンネル）と鹿屋中継局（49チャンネル）のチャンネルとして使用している。
- 2008年
  - 9月25日 - 地上デジタルテレビジョン放送の中継局に対して予備免許交付。
  - 10月6日 - 13時に地上デジタル放送の試験放送を開始。
  - 11月10日 - 地上デジタル放送の本放送を開始。
- 2011年
  - 7月24日 - 地上アナログ放送設備の運用終了（地デジ完全移行）。

## 送信設備

### 地上デジタルテレビジョン放送
- 物理チャンネルは串間中継局と同じ。2008年10月6日から試験放送を開始し、同年11月10日に本放送を開始した。局舎はNHK・MRT・UMKの共同建設。

| ID | 放送局名      | 放送局名      | 物理チャンネル | 空中線電力 | ERP | 放送対象地域 | 放送区域内世帯数 |
| -- | ------------- | ------------- | -------------- | ---------- | --- | ------------ | ---------------- |
| 1  | NHK宮崎       | 総合          | 29ch           | 0.1W       | -   | 宮崎県       | 818世帯          |
| 2  | NHK宮崎       | Eテレ         | 28ch           | 0.1W       | -   | 全国         | 818世帯          |
| 3  | UMKテレビ宮崎 | UMKテレビ宮崎 | 38ch           | 0.1W       | -   | 宮崎県       | 818世帯          |
| 6  | MRT宮崎放送   | MRT宮崎放送   | 37ch           | 0.1W       | -   | 宮崎県       | 818世帯          |

### 地上アナログテレビジョン放送（運用終了）
- NHKの局舎と民放（MRTとUMK）の局舎の2つにわかれる。

| 放送局名      | チャンネル | 空中線電力 | ERP | 放送対象地域 | 放送区域内世帯数 |
| ------------- | ---------- | ---------- | --- | ------------ | ---------------- |
| NHK宮崎教育   | 52-        | 1W         | -   | 全国         | 約870世帯        |
| NHK宮崎総合   | 54-        | 1W         | -   | 宮崎県       | 約870世帯        |
| MRT宮崎放送   | 57         | 1W         | -   | 宮崎県       | 約870世帯        |
| UMKテレビ宮崎 | 59         | 1W         | -   | 宮崎県       | 約870世帯        |